# تيفيرسك
تيفيرسك أو تيورينلينا (بالفنلندية: Tiurinlinna)‏ (بالروسية: Тиверск أو Тиверский городок)‏ هو موقع مستوطنة كاريليا القديمة،  وحصن مدمر بالقرب من ميلنيكوفو (Räisälä بالفنلندية) في برزخ كاريليان. تم استخدام الحصن في مراحل مختلفة من التاريخ كما تم وصفه بالقرية. اعتاد الموقع أن يكون جزيرة على نهر فوكسي، والتي أصبحت شبه جزيرة بعد عام 1857، بالقرب من تيارات نهرية سريعة. يبلغ طول الجزيرة حوالي 240 متر (790 قدم) وعرضها 80 متر (260 قدم).
أقدم المكتشفات التي تشير إلى الاستيطان في الموقع مؤرخة بين 500 ق.م - 300 م. توصل العديد من الباحثين إلى استنتاج مفاده أن الموقع كان بمثابة حصن في القرن الحادي عشر وربما حتى قبل ذلك. يؤكد أناتولي كيربيشنيكوف أن الحصن تأسس في أواخر ثلاثينيات القرن الثالث عشر. وجد علماء الآثار أساسات حجرية لـ19 مبنىً اختلفت أحجامها. يوجد أيضًا مبنى واحد أكبر بكثير 300 متر مربع (3,200 قدم2) وموقد في منتصف المبنى.
أنشأت معاهدة نوتيبورغ حدود نوفغوروديان السويدية في المنطقة المجاورة مباشرة وتركت الحصن على جانب نوفغوروديان.
تم تحديد موقع تيفيرسك ووصفه لأول مرة بواسطة جاكوب غروت في عام 1847. تم التنقيب عن الآثار بين سنتي 1888 و1891،   يعود تاريخ معظم البقايا إلى نهاية القرن الثالث عشر إلى بداية القرن الخامس عشر. في عام 1890 ، كشفت الأعمال الأثرية عن كنز دفين من العملات الفضية العربية في القرنين الثالث عشر والخامس عشر. كما تم اكتشاف بعض البقايا التي تعود إلى القرن العاشر وأوائل الثاني عشر. كانت الأسوار والجدران الحجرية للمستوطنة تتراوح من 4.5 إلى 7 أمتار .